# LoveGame
«LoveGame» (рус. «Любовная игра») — электропоп-песня американской певицы Lady Gaga из её дебютного альбома The Fame (2008). Её продюсером является RedOne.
Песня была критически расценена из-за вызывающей мелодии и хука «Я хочу прокатиться на твоем шесте». Гага объяснила термин «шест» как эвфемизм для слова «пенис» и была вдохновлена её сексуальным аттракционом с незнакомцем в ночном клубе. Передавая музыкально вибрацию андеграундных дискотек Нью-Йорка, в песне говорится о любви, славе и сексуальности, которые являются центральной темой её альбома. «LoveGame» заняла в чарте высокую строчку в США, Австралии, Новой Зеландии, Канаде и некоторых европейских странах. Она стала 3 по счету хитом номер один в чарте Billboard’s Pop Songs.
Действие клипа разворачивается в нью-йоркском метрополитене, где танцует Гага в подземной станции метро и на месте парковки машин. Гага посвятила эту песню нью-йоркскому стилю жизни, состоящего из гламура, фанатов и высокой моды. В клипе прослеживаются некоторые сходства с клипом Майкла Джексона «Bad», в котором сюжет происходит тоже в тоннеле. В Австралии видео было запрещено к показу из-за сексуального содержания. Гага исполняла вживую «LoveGame» бесчисленное число раз, включая на её первом широкоизвестном туре «The Fame Ball Tour», где она предстала в короткой юбке геометрический формы, держа в руке её Disco Stick.

## Написание и вдохновение

Гага исполняет песню «LoveGame» на The Monster Ball Tour в 2009 году

«LoveGame» была написана Леди Гагой, которая также и продюсировала этот трек. В интервью журналу «Rolling Stone» Гага объяснила значение песни и что подвигло её написать, особенно строчку «Давай оттянемся, этот ритм просто улетный / Я хочу прокатиться на твоем шесте». Она сказала:

Это другая моя очень емкая метафора к слову «член». Я была в ночном клубе и у меня был секс с незнакомцем, я ему сказала: «Я хочу прокатиться на твоем шесте». На следующий день я была в студии и написала песню приблизительно за 4 минуты. Когда я вживую пела песню, у меня был настоящий шест — он выглядит как гигантское ледяное орудие для удовлетворения — он может загораться.

Комментируя лирическое содержание песни «LoveGame» на австралийском ток-шоу Rove, Гага сказала, что она сказала, что не раскаивается в её метафоре к слову «шест», хотя это привело к запрету показа клипа на кабельном канале в Австралии. Далее она казала, что

Я не думаю, что шест — деликатное слово. Вполне ясно о чём идет речь в песне. Если на то пошло, я заставила людей нескромно возбудиться на меня. На свете полно поп-певиц, ориентированных на молодежь, намного ярче, чем я. «Возьми меня на полу, сними одежду, отдайся мне, милый, давай непристойно танцевать». Все эти записи такие провокационные, но это среда, в которой я живу, делающая людей заинтересованными. […] Эта музыка относится к визуальному, относится к тому, как я двигаюсь и как произношу слова. Но если бы я хотела бы сделать музыку, чтобы заставить людей петь «ла ди да», это было бы очень скучно.

## Музыка и стихи
«LoveGame» — это дэнс-поп композиция.. Согласно Керри Мейсону из Billboard, композиция

несет сценическую энергию «кожи и страз» центра Нью-Йорка из метро и попадает на волну радио, не теряя при этом его грязь и бесстыдство.

Она создана в такте 4-дольного размера и сочинена в тональности си минора с музыкальным темпом 104 бита в минуту. Вокальный диапазон Гаги измеряется от самой высокой тональности Си-3 до самой низкой Соль-5. Песня создана в аккордной последовательности Am-Dm-C-Am-Dm-C в куплетах и припевах. У «LoveGame» есть множество ремиксовых обработок, одна из которых записана с рокером Мэрилином Мэнсоном. Гага объяснила, что в песне вполне ясные слова для понимания её смысла. Она думала, что слова отображают смысловое значение любви, славы и сексуальности, которые явились центральной темой её альбома The Fame.

## Отзыв критиков
Сэл Кинкмэни из журнала Slant Magazine прокомментировала, что

у этой песни дешевые словечки и она мучительно излагается без какого-либо сходства с настоящей сексуальной привлекательностью.

Обозреватель About.com Бен Норман сказал, что

«LoveGame» продолжает долгую войну тактической музыки предыдущего сингла «Just Dance» и атакует нас крутыми словечками типа «Давай оттянемся/Этот ритм просто улетный/Я хочу прокатиться на твоем шесте».

Музыкальный редактор из Феникса Даниель Брокман сказал, что

Гага внесла лепту с точки зрения написания вызывающей песни и уклонилась далеко в клуб отбивая ритмичную импульсивность.

Он также прокомментировал слова песни:

«Давай оттянемся, этот ритм просто улетный/Я хочу прокатиться на твоем шесте» мог бы быть самым непристойным и ужаснейшим рефреном, который я когда-либо слышал у главной лейбловой записи этого года.

Во время обозрения The Fame BBC сказал, что
песня прозвучала, как робот в строчке «Я хочу прокатиться на твоем шесте». Но она воспринимается как блестяще, так и крайне холодно, «нам остается наградить Гагу ежегодным титулом звезда поп-музыки, которая больше всех ошеломила.» Бен Хогвуд из MusicOMH.com провозгласил песню, как «высший предел, попса инкрустированная бриллиантами» вместе с такими треками, как «Фанат» и «Папарацци», но прокомментировал, что слова песни были иногда эксцентричными, особенно в формулировке: «Сейчас я выполняю миссию, цель которой — долго и возбуждающе тебя касаться»." Сара Родман из The Boston Globe сказала, что у этой песни

есть определённая доля сексуального оскорбления с извилистыми движениями.

Прийа Элан из The Times не была впечатлена песней и назвала её обдуманной. Музыкальный редактор из Billboard Крис Уильямс дал положительную рецензию, комментируя, что

В ней все выигрышные ингредиенты её предшественников: легкая для слуха песня, клубный/электропопсовый оттенок; провокационная, даже достаточно безобидная броская фраза и хук («Давай оттянемся, этот ритм просто улетный / Я хочу прокатиться на твоем шесте»); и дух синтезаторной магии 80-х, так что даже взрослые могут подыгрывать. На песне «LoveGame» Гага попала в точку и выиграла.

## Позиции в чартах

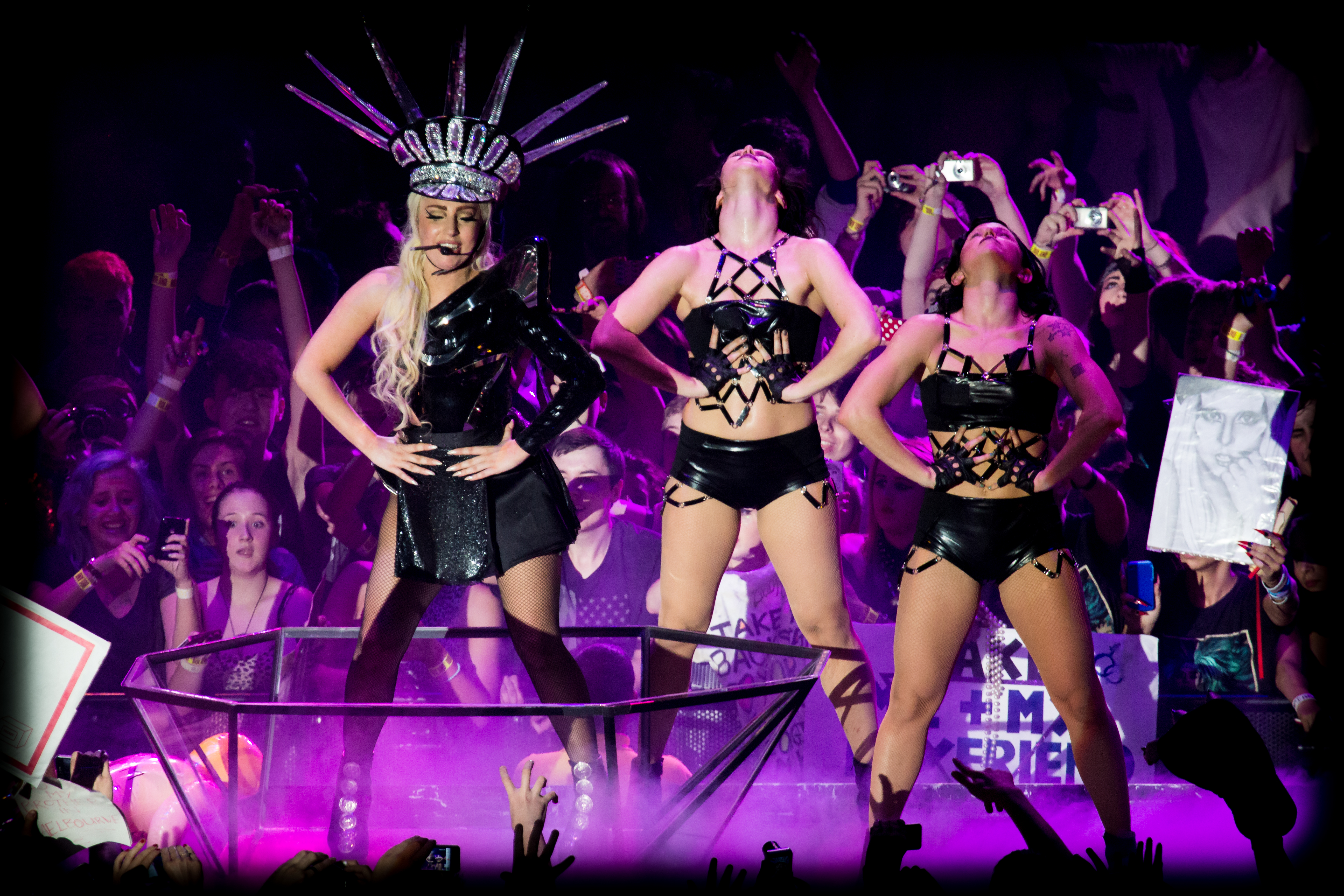
Леди Гага исполняет «LoveGame» на «The Born This Way Ball» в Манчестере

Песня дебютировала в чарте the Billboard Hot 100 на 96 строчке 4 апреля 2009, но потом выпала из чарта на следующей неделе. После 6 недель она достигла 6 позицию по продажам 107.000 цифровых закачек и стала недельным самым грандиозным цифровым победителем. Двумя неделями позднее «LoveGame» достигла пика позиции в первой пятерки в чарте. Песня достигла первое место в чарте the Hot Dance Club Songs и стала третьей песней номер один у Гаги в чарте Pop Songs chart. Она была распродана миллионами цифровыми закачками согласно интернет-системе Nielsen Soundscan. В Канаде песня стартовала в чарте the Canadian Hot 100 на 68 строчке до официального релиза как сингл. Её второе появление было в чарте 10 января 2009 на 87 строчке. Впоследствии «LoveGame» поднялась до пика и попала в первую пятерку. После сползания через несколько недель вниз она снова достигла нового пика 2 позиции чарта. Песня была дважды зарегистрирована как платиновая Канадской Записывающей Индустриальной Ассоциацией (КЗИА) в июне 2009, по продажам 80.000 проданных копий.
В Австралии песня стартовала на 92 строчке, а потом поднялась вверх до 41 на следующей неделе. При выходе 11 мая 2009 эта песня достигла пика 4 строчки, став третьим синглом Гаги из первой пятерки. При выходе 6 июля 2009 песня была зарегистрирована, как платиновая Австралийкой Записывающей Индустриальной Ассоциацией (АЗИА) по партии 70.000 копий сингла. В Новой Зеландии песня дебютировала на 36 строчке и передвинулась вверх и попала в первую дюжину. При выходе 6 марта 2009 песня вошла в the Irish Singles Chart 49 номером. Самым высокая строчка была 30. Также она дебютировала 19 строчкой в Финляндии и впоследствии поползла вверх и попала в первую дюжину.
Ранее в 2009 песня попала в the UK Singles Chart, её пиком была 89 строчка, основанная только на закачках. Она снова вошла в чарт 64 строчкой после того, как был выпущен сингл, и достигла пика только на 19 строчке. В Нидерландах песня дебютировала на 28 строчке, её пиком стала 5 строчка. Песня дебютировала во Франции 6 строчкой и сдвинулась до 5 на следующей неделе. Она стартовала 19 и 38 строчкой в Belgian Flanders и Wallonia charts соответственно. В Flanders она достигла максимума на 6 строчке. В Wallonia она передвинулась до 5 строчки. Песня также достигла 7 место в Billboard’s Eurochart Hot 100 Singles.

## Клип

Гага в клипе на песню в окружении танцоров c тура «The Fame Ball Tour»

Режиссёром клипа «LoveGame» стал Джозеф Канм, оно впервые появилось 13 февраля 2009 года. Видео в основном снято в метро. Некоторые особенности видео напоминают клип Майкла Джексона «Bad», которое также было снято в метро. Хотя видео было снято в Лос-Анджелесе в январе 2009 вместе с клипом «Eh, Eh (Nothing Else I Can Say)», у него нью-йоркские декорации. У видео были проблемы с цензурой в Австралии, где Network Ten дал ему категорию +18 из-за неприличной съёмки, включающей садо-мазо и сексуальные половые акты. Канал потребовал, чтобы отредактировали клип, которое не будет нарушать правила цензуры. Они сослались на «многочисленные сексуальные намеки и визуально, и лирически», как на причину, по которой они не могли отредактировать версию для детей, чтобы не запикать хук «I wanna take a ride on your disco stick». Австралийские программы, такие как Rage и кабельные каналы Channel V и MTV показали клип в оригинальной форме. Видео также встретило запрет на арабском MTV, ссылаясь на ту же причину, что и Австралия. Так как оно не везде было запрещено на MTV, глава арабского MTV Самер аль Марзуки прокомментировал:

Мы представляем менталитет молодого поколения и культуру, поэтому мы не можем крутить что-то, что находится в противоречии с этим. Если они не могут смотреть что-то спокойно со своими братьями, сестрами или друзьями, тогда мы не будем это показывать.

В США каналы VH1 и MTV крутили отредактированную версию, в которой были удалены почти все сцены, где Гага голая, и затемнили лейбл на бутылке с алкоголем, когда её держал один из танцоров. Слова песни не были изменены. Видео «LoveGame» вышло в свет в Британии 13 августа в 7 вчера по каналу 4Music.
Видео начинается с заголовка «Streamline presents» и трое мужчин идут по Times Square. Они открывают крышку люка, на котором написано «Haus of Gaga». Потом показывают обнаженную Гагу, раскрашенную в сине-фиолетовый цвет и блестками по всему телу, и резвящуюся с 2 мужчинами, у которых на голове выбриты слова «Love» и «Fame». Далее сцена перемещается в метро, где Гага начинает петь в серо-белом трико с капюшоном. Она держит в руках свой брендовый «шест» с очками в виде цепи. Припев начинается с того, что Гага и её танцоры продвигаются по метро и танцуют на лестнице. Её брендовые собаки, 2 пятнистых датских дога, также показаны наверху лестницы. Видео перемещается в вагон, где начинается второй куплет между хореографическими танцами, в это время Гага одета в чёрную куртку. Группа движется на автомобильную стоянку. Потом показывается Гага снова с 2 мужчинами, затем входит в билетную будку с инспектором. Эта следующая сцена показывает Гагу в пылких поцелуях и ласкании. Когда камера панорамирует справа налево, инспектор меняется из мужчины в женщину в каждом кадре. Последняя сцена включает танцующую Гагу с её танцорами на заднем плане. Видео подходит к концу, когда Гага и её танцоры зажимают руками пах, в то время, как жестикулируют перед камерой.
Гага сказала журналу Entertainment Weekly во время съёмок видео «За сценой» относительно того, что она думала о клипе и развитии, включая новые творческие предпринятые меры:

Я хотела, чтобы у меня был этот клип, я хотела быть пластичной, красивой, великолепной, жаркой, крутой, плохой девочкой, но когда ты стала ближе, взгляд у всех становился чертовски честным и ужасающим. Вся эта идея из метро в стиле «Bad» состоит в том, что я и мои друзья из Нью-Йорка, мы все, как обдолбанные охренительные артисты, […] Лучшие дизайнеры, артисты сцены, танцоры. Танцоры в клипе… они не крутые лос-анджелесские люди, которые вы можете видеть в клипе у каждого. Это дети, которых не отсеивают, потому что они чертовски реальны […] Я люблю образ центра города, плохие дети гуляют по улице с друзьями, берут плоскогубцы и делают очки из забора на улице […] Я думала, что образ настолько явен, и он показывает, что неважно кто ты, или откуда ты или сколько денег у тебя в кармане, ты никто без идей. Все, что у тебя есть — это твои идеи. В начале клипа я в капюшоне из кольчуги и этих выразительных очках. Они выглядят такими тяжелыми. Как будто я их вырезала из забора и надела на лицо.

Видео дебютировало в Australian Digital Track Chart 11 мая 2009 29 строчкой.

## Выступления вживую

Гага исполняет песню «LoveGame» на The Fame Ball Tour.

Гага выступила вживую с песней «LoveGame» в британской программе шоу Альбомный чарт 14 февраля 2009 в продвижении её альбома The Fame. 20 марта 2009 песня была исполнена вживую на AOL Sessions вместе с другими синглами певицы такими, как «Just Dance», «Paparazzi», «Beautiful, Dirty, Rich» и акустической версией «Poker Face». Акустическая версия была исполнена на MTV Sessions в январе. Песня была главной частью выступления Гаги в её первом широкоизвестном туре Fame Ball tour второй по счету в списке и была исполнена вместе со «Starstruck». Гага была одета в серебряно-чёрную короткую юбку в форме балетной пачки, напоминающей пеплум с треугольником на правой груди и ботинки с ультравысокими шпильками. Волосы были осветлены и уложены в строгий боб, а на лице черные очки. Она была окружена танцорами, держащими пластины, которые были инкрустированы кристаллами и совершенно спрятались за ними. Пластины напоминали платье, которое носила певица. Когда выступление на открытии номера «Paparazzi» закончилось, пластины открылись и Гага начала петь песню «Starstruck», стоя на платформе. Предварительно записанная музыка и микс были представлены на бэкграунде диджеем Space Cowboy. Певица также принесла свой брендовый «шест» для представления «LoveGame». Оно закончилось на том, что Гага делала танцевальные движения на последнем припеве и опустилась с конца сцены, приговаривая: «Люди говорят ужасные вещи обо мне […], я думала об этом, в основном они правы.»

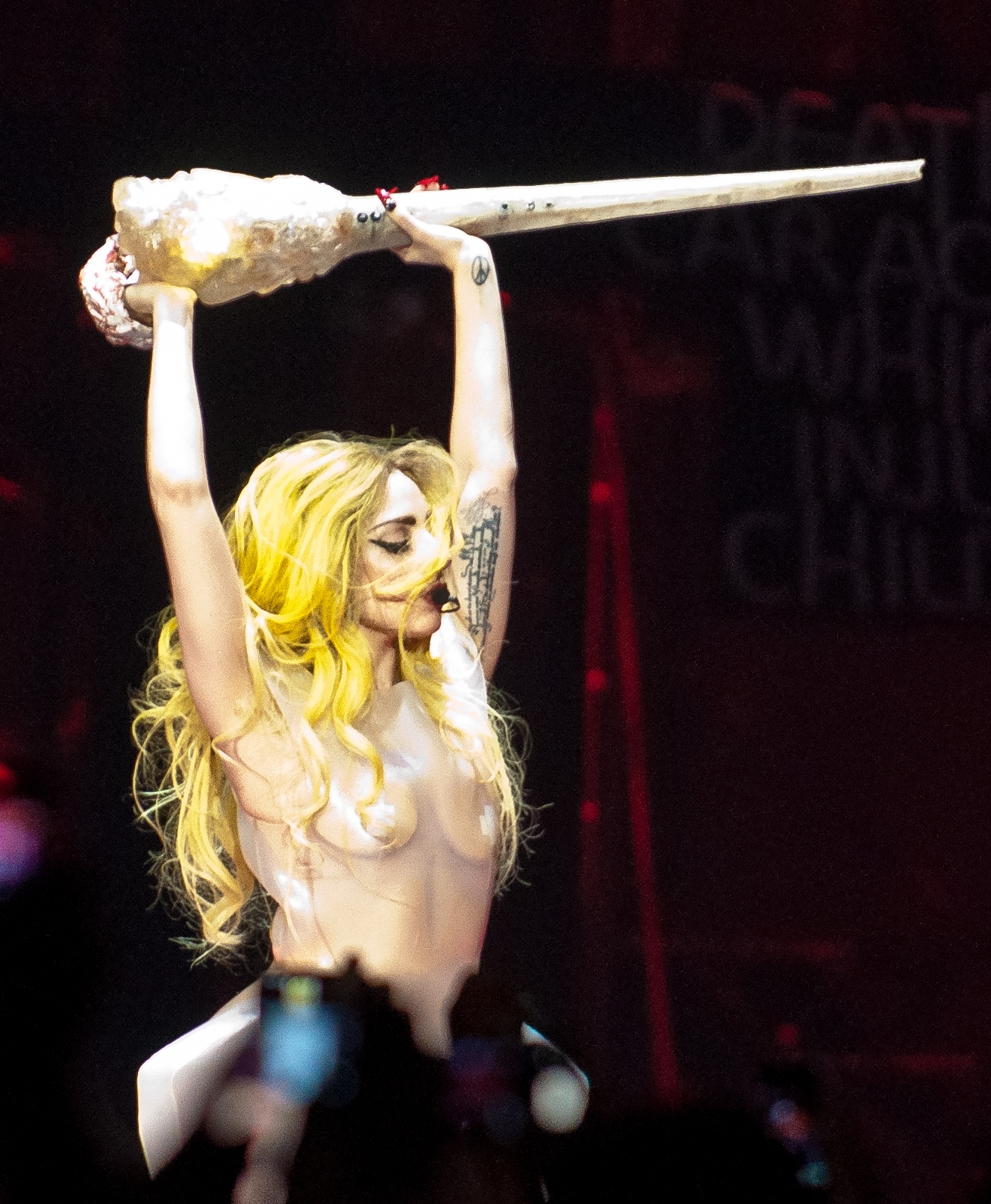
Леди Гага исполняет песню «LoveGame» на «The Monster Ball Tour» в Атланте

17 мая 2009 певица выступила с песней вживую на австралийском ток-шоу Rove в трико на одну ногу чёрного цвета и светлой стрижкой боб, похожей на ту, как в её туре Fame Ball. Она также выступила с песней в финале восьмого сезона American Dancing with the Stars. Ремиксы на песни «Poker Face» и «LoveGame» были представлены в 2009 на MuchMusic Video Awards. Выступление заключалось в том, чтобы Гага была поймана в ловушку в поддельном метро с машинами и фальшивыми полицейскими, было объявлено как посвящение Нью-Йорку. Певица надела священное бюстье Мадонны с пиротехникой, которая выстрелила в конце. 8 сентября 2009 Гага представила песню вживую в седьмом премьерном сезоне The Ellen DeGeneres Show. Акустическая версия была исполнена певицей в 34 сезоне американского комедийного шоу Saturday Night Live, нося большое подобное гироскопу хитрое изобретение, которое вращалось вокруг неё. Она также была исполнена в туре певицы The Monster Ball Tour. Гага надела не совсем белый костюм с освещенным головным убором в виде скелета и нагрудниками в форме ребер. Цифровой фон огня и механического тумана был показан, с балеринами, также носящими головной убор в форме черепа.
Начиная с 18 февраля 2010 года, на усовершенствованном The Monster Ball Tour, певица начинает песней LoveGame второй акт своей электро-поп-оперы. Гага вместе со своими танцорами находится внутри вагона метро, попавшего в аварию и остановившегося в туннеле. Начало песни исполняется в акустике, а затем Гага выходит из вагона и начинает исполнять оригинальную версию. Во время этой части концерта певица одета в прозрачный латексный костюм, белый головной убор монахини, белые ботильоны на высокой шпильке. В руках у Гаги находится уже переделанный в более массивный Disco Stick.

## Список композиций
| - Australian iTunes single 1. «LoveGame» (Album Version) — 3:33 2. «LoveGame» (Robots To Mars Remix) — 3:13 - Australian iTunes remixes 1. «LoveGame» — 3:32 2. «LoveGame» (Dave Audé Radio Edit) — 3:32 3. «LoveGame» (Jody Den Broeder Radio Edit) — 3:53 4. «LoveGame» (Space Cowboy Remix) — 3:20 5. «LoveGame» (Robots To Mars Remix) — 3:13 6. «LoveGame» (Dave Audé Club Mix) — 8:35 7. «LoveGame» (Jody Den Broeder Club Mix) — 6:28 - LoveGame (Chew Fu Ghettohouse Fix) iTunes single 1. «LoveGame» (Chew Fu Ghettohouse Fix Mix) (feat. Marilyn Manson) — 5:20 - UK iTunes Remix EP 1. «LoveGame» — 3:37 2. «LoveGame» (Chew Fu Ghettohouse Fix Mix) (feat. Marilyn Manson) — 5:20 3. «LoveGame» (Space Cowboy Remix) — 3:20 4. «LoveGame» (Jody Den Broeder Club Mix) — 6:27 5. «LoveGame» (Music Video) — 3:44 - U.S. 'The Remixes' CD single 1. «LoveGame» — 3:37 2. «LoveGame» (Instrumental Version) — 3:37 3. «LoveGame» (Acapella) — 3:31 4. «LoveGame» (Dave Audé Club Mix) — 3:33 5. «LoveGame» (Space Cowboy Remix) — 3:21 6. «LoveGame» (Robots To Mars Remix) — 3:13 - Germany 'The Remixes' CD single 1. «LoveGame» (Chew Fu Ghettohouse Fix) (feat. Marilyn Manson) — 5:20 2. «LoveGame» (Robots To Mars Remix) — 3:12 3. «LoveGame» (Space Cowboy Remix) — 3:20 4. «LoveGame» (Jody Den Broeder Club Mix) — 6:27 5. «LoveGame» (Dave Audé Club Mix) — 8:36 6. «LoveGame» (Chester French Remix) — 3:15 7. «LoveGame» — 3:31 | - U.S. and Canadian iTunes remix single 1. «LoveGame» (Dave Audé Radio Edit) — 3:32 2. «LoveGame» (Space Cowboy Remix) — 3:20 3. «LoveGame» (Robots To Mars Remix) — 3:13 - French iTunes remixes 1. «LoveGame» — 3:32 2. «LoveGame» (Dave Audé Radio Edit) — 3:32 3. «LoveGame» (Jody Den Broeder Radio Edit) — 3:53 4. «LoveGame» (Space Cowboy Remix) — 3:20 5. «LoveGame» (Robots To Mars Remix) — 3:13 - French iTunes remixes (bonus track version) 1. «LoveGame» (Chew Fu Ghettohouse Fix Mix) (feat. Marilyn Manson) — 5:20 2. «LoveGame» (Robots To Mars Remix) — 3:12 3. «LoveGame» (Space Cowboy Remix) — 3:20 4. «LoveGame» (Jody Den Broeder Club Mix) — 6:27 5. «LoveGame» (Dave Audé Club Mix) — 8:35 6. «LoveGame» (Chester French Remix) — 3:15 7. «LoveGame» — 3:31 - UK CD single 1. «LoveGame» — 3:37 2. «LoveGame» (Chew Fu Ghettohouse Fix Mix) (feat. Marilyn Manson) — 5:20 |

### Чарты
| Чарт (2009)                      | Высшая позиция |
| -------------------------------- | -------------- |
| Australian Singles Chart         | 4              |
| Austrian Singles Chart           | 6              |
| Belgian Singles Chart (Flanders) | 6              |
| Belgian Singles Chart (Wallonia) | 5              |
| Canadian Hot 100                 | 2              |
| Czech Airplay Chart              | 10             |
| Dutch Top 40                     | 5              |
| European Hot 100 Singles         | 7              |
| Finnish Singles Chart            | 12             |
| French Singles Chart             | 5              |
| German Singles Chart             | 7              |
| Hungarian Singles Chart          | 4              |
| Irish Singles Chart              | 30             |
| Japan Hot 100                    | 56             |
| New Zealand Singles Chart        | 12             |
| Swedish Singles Chart            | 12             |
| Swiss Singles Chart              | 15             |
| UK Singles Chart                 | 19             |
| US Billboard Hot 100             | 5              |
| US Hot Club Dance Play           | 1              |
| US Pop Songs                     | 1              |

### Сертификаты
| Страна        | Сертификат  |
| ------------- | ----------- |
| Australia     | Platinum    |
| Canada        | 2× Platinum |
| New Zealand   | Gold        |
| United States | 2× Platinum |

## Хронология релиза
| Регион         | Дата             | Формат                             |
| -------------- | ---------------- | ---------------------------------- |
| Канада         | 24 марта 2009    | Цифровая дистрибуция               |
| США            | 31 марта 2009    | Цифровая дистрибуция               |
| США            | 12 мая 2009      | Радиоротация                       |
| США            | 12 мая 2009      | Цифровая дистрибуция — The Remixes |
| США            | 9 июня 2009      | CD-сингл — The Remixes             |
| Германия       | 26 июня 2009     | CD-сингл                           |
| Франция        | 11 мая 2009      | CD-сингл                           |
| Великобритания | 21 сентября 2009 | CD-сингл                           |